# Українська спілка воєнних інвалідів
Українська спілка воєнних інвалідів, також Українська спілка інвалідів Армії УНР — організація військових з інвалідністю Армії УНР на еміграції в Польщі, заснована 1920 року в Каліші, до 1926 року називалася Всеукраїнська спілка військових інвалідів.
Утримувала Дім українськиїх інвалідів та інвалідські майстерні у Каліші, видавала журнал «Український інвалід»; зареєстрованих інвалідів було понад 1500; діяла до 1939 року.
.

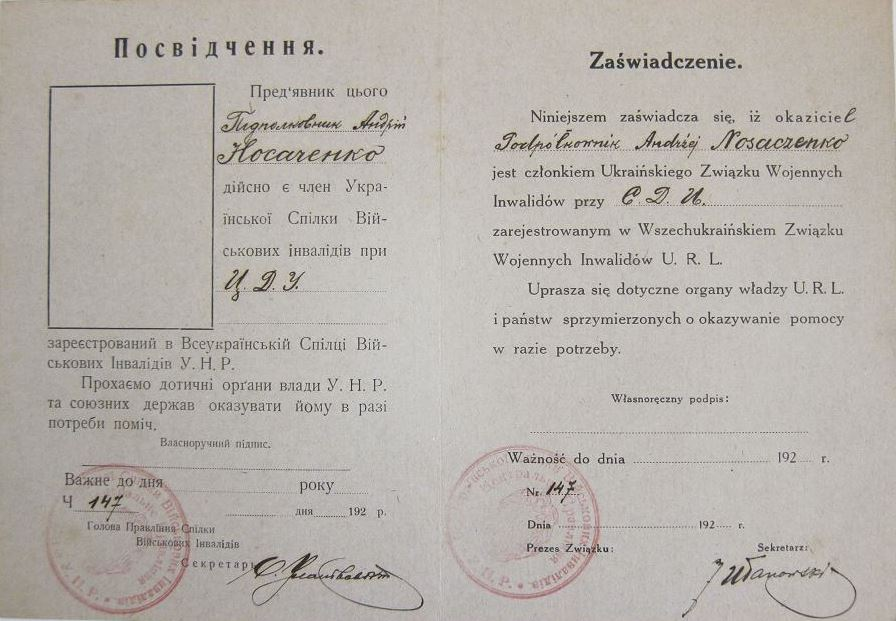
Посвідчення члена спілки інвалідів Армії УНР - підполковника Андрія Носаченка

У червні 1921 року Спілку очолив генерал-полковник Олександр Загродський. Він домігся приєднання організації до міжнародного союзу осіб з інвалідіністю САМАК. Організація стала отримувати звідти фінансування, а з 1925 року її почав підтримувати польський уряд.